# Ohtaius opacicoliis
Ohtaius opacicoliis es una especie de coleóptero de la familia Endomychidae.

## Distribución geográfica
Habita en Laos.